# Danny Ost
Daniel "Danny" Ost (Brussel, 4 februari 1960) is een Belgische voetbalcoach.

## Carrière

### Speler
In 1979 debuteerde de 19-jarige Ost bij Union Sint-Gillis. De Brusselse club speelde toen in Tweede Klasse en degradeerde niet veel later zelfs naar Derde Klasse en vervolgens Vierde Klasse. In 1983 dwong Union promotie af en een jaar later speelde de club kampioen in Derde Klasse A. In 1987 ruilde hij Union in voor La Louvière, waar hij slechts één seizoen verbleef. Nadien keerde hij terug naar de hoofdstad.
Bij Union voelde hij zich duidelijk beter in zijn sas. Hoewel de club sportief geen grootse successen kende, bleef Ost Union trouw. Pas in 1994 verliet hij de club opnieuw, om nadien aan de slag te gaan bij Rode-Verrewinkel, dat in de Provinciale Reeksen vertoefde. In 1998 werd hij coach van het team.

### Trainer
Dany Ost coachte zijn team dat opkwam in Vierde Klasse. In 2000 zette hij een stap hogerop en kwam terecht bij Olympic Charleroi. Twee seizoenen lang bleef hij werkzaam in Charleroi. Nadien keerde hij terug naar Brussel en werd hij trainer van KFC Strombeek. Nog voor de winterstop werd Ost aan de deur gezet door voorzitter Johan Vermeersch. Harm van Veldhoven maakte het seizoen af en zag hoe de club werd omgedoopt tot FC Brussels.
Ost werd dan binnengehaald bij RJS Heppignies-Lambusart-Fleurus, een club uit het Henegouwse Fleurus. In 2005 promoveerde de club onder zijn leiding naar Vierde Klasse D. Een jaar later besloot hij terug te keren naar Olympic Charleroi. Ditmaal bleek zijn passage er heel wat succesvoller te zijn. Al in zijn eerste seizoen slaagde hij er in om de club voor het eerst in 11 jaar terug naar Tweede Klasse te brengen. Ook het seizoen nadien bleef Ost in Charleroi, maar tegenvallende resultaten kostten hem in oktober 2008 zijn baan. Hulptrainer Yves Soudan werd aangeduid als zijn tijdelijk opvolger.
Ost bleef niet lang zonder club, want reeksgenoot AS Eupen haalde hem meteen aan boord. De club uit de Oostkantons had eerder Nico Claesen ontslagen en was al een tijdje op zoek naar een opvolger. Eupen rekende vooral op de trainerskunsten van Ost en de doelpunten van de Congolese aanvaller Freddy Mombongo-Dues Eupen flirtte met de degradatie maar eindigde op het nippertje nog voor Olympic Charleroi. De ex-club van Ost werd zo naar de eindronde verwezen, waarin het niet sterk genoeg bleek. Olympic Charleroi zakte naar Derde Klasse en Eupen bleef in Tweede Klasse. Ost had sportieve revanche genomen.
Een jaar later beleefde Eupen onder het toezicht van Ost een opmerkelijk seizoen. Dankzij de komst van enkele gewezen spelers van de Serie A deed Eupen een lange tijd mee om de prijzen. Bovendien verkeken verschillende tegenstanders zich op de lange verplaatsing naar Eupen. Lierse SK speelde uiteindelijk kampioen en Eupen werd vierde, waardoor het mocht deelnemen aan de eindronde. Eupen nam het op tegen reeksgenoten KVSK United en RAEC Mons, en eersteklasser KSV Roeselare. Eupen begon als underdog aan de eindronde maar eindigde uiteindelijk als eerste. Hierdoor mochten Eupen en Ost voor het eerst naar Eerste Klasse. Maar op het hoogste niveau draaide Eupen moeilijk mee. Na vijf speeldagen had de club nog geen enkel punt verzameld, waarna Ost besloot ontslag te nemen.
In oktober 2010 tekende Ost een contract bij tweedeprovincialer RRC Waterloo. Na enkele weken stapte hij over naar tweedeklasser AFC Tubize. Op 13 april 2011 werd bekend dat Ost tot aan het eind van het seizoen KAS Eupen zou trainen. Hij volgt er Albert Cartier op die eerder die dag ontslagen werd. Ost kon Eupen niet redden van degradatie. Na afloop van het seizoen keerde hij terug naar Tubize, waar hij in november 2011 ontslagen werd. Later werd hij trainer bij KVK Tienen. Van 2013 tot 8 maart 2014 was hij aan de slag bij UR La Louvière Centre.